# Outeiro de Rei
Outeiro de Rei – gmina w Hiszpanii, w prowincji Lugo, w Galicji, o powierzchni 134,2 km². W 2011 roku gmina liczyła 5046 mieszkańców.